# Лиан Росс
Лиа́н Росс (англ. Lian Ross, настоящее имя Жозефина Хибель, нем. Josephine Hiebel; род. 8 декабря 1962, Гамбург, ФРГ) — немецкая певица, автор песен и композитор. В 1999—2003 годах вокалистка группы Fun Factory. Жена испанского музыкального продюсера Луиса Родригеса, известного по работе с Modern Talking. В настоящее время живёт на Майорке.

## Биография
Музыкальная карьера Жозефины Хибель началась со знакомства с Луисом Родригесом в 18-летнем возрасте. В 1981 году под псевдонимом Josy были записаны первые два сингла Do The Rock и I Know, а в последующие годы Mama Say (1983) и Magic (1984).
В 1985 году, присвоив себе псевдоним Lian Ross, были выпущены синглы Fantasy и Say You’ll Never, а под псевдонимом Creative Connection — Call My Name, Scratch My Name и кавер на песню группы Modern Talking You're My Heart, You're My Soul.
В 1986 году был создан ещё один хит It’s Up To You, который вместе с Fantasy находился на вершине немецких хит-парадов и танцплощадок в течение многих месяцев. В том же году она записала сингл Neverending Love в двух вариантах («РЭП» и «ПЕСНЯ»), на который снят видеоклип. Также Creative Connection записала сингл Don’t You Go Away.
Годом позже Лиан Росс выпустила сингл Oh Won’t You Tell Me. В том же году была записана кавер-версия сингла Do You Wanna Funk.
В 1988 году был записан сингл Say Say Say, выпущенный впоследствии на CD в стиле синтипоп.
В 1989 году произошла метаморфоза, связанная с записью сингла Feel So Good в стиле хаус. На неё было снято 2 видеоклипа, а сам сингл стал саундтреком к фильму Мистическая пицца.
В последующие годы певица начала записываться под новыми псевдонимами (в различных музыкальных жанрах), таких как Dana Harris (фанк, соул), Divina (хаус, регги) или Tears n' Joy (евродэнс).
В 1991—1993 годах она занимается написанием различных миксов и каверов на известные песни, таких как Gimme Gimme Gimme, Rhythm is a Dancer, All That She Wants и др.
В 1993 году она записала сингл Trying to Forget You и ремикс на песню 1985 года Fantasy, а годом позже — сингл Keep This Feeling в 3 вариациях: Club Mix, Out of Galaxy Mix и Italo Mix.
После 1994 года наступил тайм-аут в записях как Lian Ross (не считая последующих клубных ремиксов Fantasy в 1998 и 2004 годах). В то же время она сосредоточилась на написании текстов, сотрудничестве с другими исполнителями, а также на выпуске синглов под новыми псевдонимами в различных музыкальных жанрах, в частности, в 1995 году как Tears n' Joy она записала свой первый альбом Enjoy.
В конце 90-х годов она переехала в Испанию, где её муж Луис основал Studio 33.
В 1998 году певица участвует в проекте 2 Eivissa, а годом позже вступила в новый состав Fun Factory, где записала два альбома: Next Generation (1999) и ABC of Music (2003).
2003 год принёс ещё один альбом «Are You Ready», на котором слышно испанское влияние.
В конце 2004 года, выступая на Московском фестивале Авторадио «Дискотека 80-х», Лиан Росс дала о себе знать песнями Say You’ll Never и Scratch My Name. Годом позже она выпустила сборник The Best Of… и синглы I Wanna и Never Gonna Lose.
В 2006—2008 годах Лиан Росс сотрудничает с Дэвидом Таваре, Матиасом Раймом и Оливером Лукасом.
В 2009 году она выпускает кавер-версию песни Candi Staton Young Hearts Run Free, ставшую хитом № 1 на радиостанциях Испании.
Сингл был представлен 25 июня 2010 года на фестивале в Яниково вместе с Gazebo и Эдди Ватой, где, кроме премьерной песни она исполнила также свои лучшие хиты.
В 2013 году вышел её первый официальный альбом под названием ''I Got The Beat''. 19 августа 2016 г. выходит второй альбом ''And The Beat Goes On''.
В 2020 году вышел третий альбом  3L.

## Дискография

### Альбомы
- 1995 — Enjoy (как Tears n' Joy)
- 1998 — Oh La La La (как 2 Eivissa)
- 1998 — Neuer Kurs (как Negakuss)
- 1999 — Next Generation (как Fun Factory)
- 2002 — ABC Of Music (как Fun Factory)
- 2003 — Are You Ready? (как 2 Eivissa)
- 2005 — The Best Of…And More (Compilation)
- 2013 — I Got The Beat
- 2016 — And The Beat Goes On
- 2020 — 3L
- 2023 — 4You

### Синглы
- 1985: Lian Ross Fantasy / Saturday Night (Constant Records / Zyx Records)
- 1985: Lian Ross Say You’ll Never / I Need a Friend (ZYX Records)
- 1986: Lian Ross It’s Up to You (Arrow Records)
- 1986: Lian Ross Neverending Love / Neverending Love 'Rap' (Arrow Records)
- 1987: Lian Ross Do You Wanna Funk / Magic Moment (Chic)
- 1987: Lian Ross Oh Won’t You Tell Me / Reach Out (Chic)
- 1988: Lian Ross Say Say Say (Polydor)
- 1989: Lian Ross Feel So Good (Polydor)
- 1993: Lian Ross Fantasy / Trying to Forget You (Almighty Records)
- 1994: Lian Ross I Will Die For Love (?)
- 1994: Lian Ross Keep This Feeling (Polydor)
- 1996: Lian Ross When I Look Into Your Eyes (?)
- 1998: Lian Ross Fantasy (Remix) (ZYX Music)
- 2004: Lian Ross Fantasy 2004 (Dance Street Records)
- 2005: Lian Ross I Wanna (House Nation)
- 2005: Lian Ross Never Gonna Lose (ZYX Music)
- 2007: Avantgarde Press. Toni Torres feat. Lian Ross On The Road Again (Storm)
- 2009: Lian Ross Young Hearts Run Free (Blanco Y Negro)
- 2012: Lian Ross Minnie The Moocher 2012 (Blanco Y Negro)
- 2017: Lian Ros Viva La Paz
- 2017: Amazing Grace
- 2018: I Still Love You
- 2018: Davai Davai (feat.  2 Elvissa)
- 2018: Magic Moment
- 2019: Casanova
- 2019: Young Forever
- 2019: Dr. Mabuse
- 2019: I Will Always Love You
- 2021: Summer Wine (feat. Fancy)
- 2022: Can You Love Me
- 2023: Take My Hand
- 2023: Live Forever
- 2023: My Love
- 2023: Te Amo
- 2023: Freedom
- 2024: Fantasy (Radio Edit)
- 2024: Disco Queen (Remix
- 2024: Saturday Night (Radio Edit)
- 2024: You’re My Heart, You’re My Soul (Radio Edit)
- 2024: Show Me Your Love
- 2024: It’s up to You (Radio Edit)

участие в записи:
- 2007: Matthias Reim feat. Lian Ross König
- 2008: Bino feat. Jobel A Chi Mi Dice
- 2008: David Tavare feat. Lian Ross Sólo Tu
- 2008: Oliver Lukas feat. Lian Ross La Vita é Bella
- 2012: Oliver Lukas & Lian Ross Liebe

В 2 Eivissa:
- 1998: 2 Eivissa Move Your Body (Tu Tu Tu Tu Ta, Oh La) (Control)
- 1999: 2 Eivissa Bad Girl (Blanco Y Negro)
- 1999: 2 Eivissa I Wanna Be Your Toy (Polydor)
- 2000: 2 Eivissa Viva La Fiesta (Blanco Y Negro)
- 2001: 2 Eivissa El Pelotón (Blanco Y Negro)
- 2002: 2 Eivissa Meaning of My Life (Blanco Y Negro)
- 2003: 2 Eivissa Boy are You Ready (House Nation)
- 2003: 2 Eivissa Fire in the Sky (House Nation)
- 2004: 2 Eivissa Hey Boy (House Nation)
- 2005: 2 Eivissa Amigo (Blanco y Negro)

В Creative Connection:
- 1985: Creative Connection Scratch My Name / Baby, I´m on My Way (Chic)
- 1985: Creative Connection Call My Name / I´m on My Way (Chic)
- 1985: Creative Connection You’re My Heart, You’re My Soul (Special Disco Version) / Dancing to The Beat (TELDEC)
- 1986: Creative Connection Don’t You Go Away / That E-Motion (Arrow Records)

В Dana Harris:
- 1990: Dana Harris My World is Empty Without You / I Need You by My Side (WEA Musik GmbH)
- 1992: Dana Jimmy Mack / Is it Good to You (RCA)
- 2002: Dana Harris Suddenly (DA Records)

В Exotica:
- 1995: Exotica Can You Imagine? (Dance Pool)
- 1996: Exotica I Want Your Sex (Dance Pool)
- 2003: Exotica I Would Die for Love (Limite Records, Bit Music)
- 2004: Exotica What is Love (Limite Records, Bit Music)

В Fun Factory:
- 1999: Fun Factory Sha-La-La-La-La (Marlboro Music)

В Joelle:
- 1995: Joelle Upside Down (BMG)
- 1996: Joelle Let Me Dream Forever
- 1998: Joelle This Must be Love" (BMG)
- 2002: Pierro feat. Joelle I Need Your Love

В Josy:
- 1981: Josy I Know / Gimme More (Teldec)
- 1982: Josy Do The Rock / What´d You Say (Teldec)
- 1983: Josy Mama Say / Stop and Go (Teldec)
- 1984: Josy Magic / Who Said You´re The One (Master Records)

В Tears n' Joy:
- 1993: Tears n' Joy I Will Always Love You / Let’s Groove Tonight (RCA)
- 1993: Tears n' Joy Go Before You Break My Heart / Brand New (RCA)
- 1995: Tears n' Joy Take My Life (Luiggi Records)

В Teeko X:
- 1996: Teeko X We Got to Move (Club Tools)
- 1996: Teeko X feat. Rod D. Killing Me Softly With His Song (Club Tools)

другие проекты:
- 1985: Loco Loco Mañana (Constant)
- 1985: Chicano Tengo Tengo (TELDEC)
- 1985: Don Luis Y Compania Viva El Amor (FB Records/WEA)
- 1991: Divina Bacardi Feeling (Summer Dreaming)
- 1992: Key Biscayne Rhythm is a Dancer (Polystar)
- 1992: Shona I Love Your Smile (Control)
- 1992: Stockholm Underground Gimme Gimme & Summer Night City (Control)
- 1993: Bass of Spades All That She Wants (Ultrapop)
- 1993: Bass of Spades Wheel of Fortune (Ultrapop)
- 1993: Divina Teenage Revolution (Ultrapop)
- 1993: Hi-Q Feel It (DJ’s Delight)
- 1999: Avant Garde You Got To Be Strong (DJ’s Delight)
- 1994: Hi-Q Let’s Go to Heaven (DJ’s Delight)
- 1996: Boom Boom Club Boom Boom (ROD Records)
- 1996: DJ Pierro Another World (Maad Records)
- 1996: Happy House Celebrate (ROD Records)
- 1996: Jay Jay How Deep Is Your Love / I Wanna Dance With Somebody (MCA Records)
- 1997: Dreamscape I Fear (Eastwest Records GmbH)
- 1999: Cherry If You Believe (Marlboro Music)
- 1999: 2 Funky 2 Funky (Marlboro Music)
- 1999: Negakuss Hambubas (Marlboro Music)
- 1999: Negakuss Das Leben ist Nicht Leicht (Marlboro Music)

## Видео
- 1984 — Magic
- 1984 — You Light Up My Life
- 1985 — Fantasy (Live at Formel Eins)
- 1986 — Neverending Love
- 1987 — Oh, Won’t You Tell Me
- 1988 — Say, Say, Say
- 1989 — Say, Say, Say (Die Spielbude: Mic Mac)
- 1989 — Feel So Good
- 1989 — Feel So Good (2nd version)
- 1990 — My World Is Empty Without You
- 1996 — Upside Down
- 1996 — Upside Down (Live at Dance Haus)
- 1996 — Another World
- 1999 — I Wanna Be Your Toy
- 2004 — Say You’ll Never (Discoteka 80)
- 2004 — Scratch My Name (Discoteka 80)
- 2012 — Minnie The Moocher